# Лазерная арфа
Ла́зерная а́рфа — электронный музыкальный инструмент, состоящий из нескольких лазерных лучей, которые нужно перекрывать, по аналогии с щипками струн обычной арфы. Французский композитор Жан Мишель Жарр использует лазерные арфы в своих световых шоу.

## Типы лазерных арф
Существует две основные разновидности этого инструмента: фреймовая арфа (или закрытая арфа, арфа в рамке) и открытая арфа (безрамочная арфа).
Фреймовая лазерная арфа представляет собой замкнутую конструкцию, у которой снизу вверх идут лучи лазера, и они «упираются» в верхний край этой рамки, на котором смонтированы фотоприёмники (как в системах лазерной сигнализации или в турникетах метро). При прерывании луча рукой фотоприёмник выдает сигнал о потере света, и система издаёт определенный звук. Иногда фреймовые арфы выполняются в виде реальных арф.
Открытая лазерная арфа (иногда её называют системой с бесконечными лучами) — это обычно ничем не огороженный лазерный «веер», исходящий из лазерного проектора той или иной конструкции. Называется «открытой», потому что ни с боков, ни тем более сверху, она ничем не закрыта. При использовании в помещении лучи просто достигают потолка, на открытых же площадках лучи вообще могут свободно уходить в небо. И, соответственно, ни о каких фотоприёмниках тут речь не идет.
Принцип работы таких лазерных арф сложнее, и основную роль тут играют специальные сенсоры, расположенные снизу, у ног исполнителя. Эти сенсоры регистрируют световые вспышки от рук исполнителя: когда музыкант накрывает своей ладонью тот или иной луч, его ладонь вспыхивает ярким светом. По принципу работы этих сенсоров открытые лазерные арфы подразделяются на чисто аппаратные и на программно-аппаратные. В первых сигналы от фоточувствительных элементов обрабатываются приборами на основе микроконтроллеров, во вторых сенсорами обычно выступают скоростные видеокамеры (от 60 кадров в секунду и выше), изображение от которых обрабатывается специальными программами на компьютерах в реальном времени. В дальнейшем и те, и другие открытые лазерные арфы могут выдавать сигнал на программный или «железный» синтезатор, который в конечном счете и воспроизводит звучание того или иного инструмента.
Первые лазерные арфы были одноцветными — обычно с зелёными лучами. Связано это с особенностью человеческого зрения: при одной и той же мощности лазерного проектора зелёный свет лазера гораздо лучше виден, чем, скажем, красный. Но потом стали появляться двухцветные и многоцветные лазерные арфы.
Двухцветная лазерная арфа была изобретена и изготовлена в 2008 году Маурицио Карелли (Maurizio Carelli). Итальянский инженер по программному обеспечению и электронной аппаратуре создал портативную двухцветную лазерную арфу под названием «КромаЛАЗЕР КЛ-250» (KromaLASER KL-250). Она базировалась на слабых (всего 80—100 mW) лазерных лучах, ведь это был лишь прототип нынешней лазерной арфы. После этого Карелли разработал окончательную и более мощную версию лазерной арфы под названием «КромаЛАЗЕР КЛ-450» (KromaLASER KL-450). Характерная черта инструмента — сконфигурированная полная октава с зелёными лучами (для любых диатонических нот) и красными лучами (для любых хроматических нот). Во второй половине 2010 года Маурицио Карелли также разработал полную цветовую версию лазерного устройства, полностью «plug & play», не зависящую от дневного света автономную модель (с 1W лазером) под названием «КромаЛАЗЕР КЛ-ПРО» (KromaLASER KL-PRO), а также другую версию лазерной арфы, способную управлять лазерными сканерами ИЛДА (ILDA), используя синий/голубой цвет для реализации первого многоцветного лазерного регулятора: «КЛ-Контроль» (KL-Kontrol), прототипом которого был «КЛ-ИЛДА».
«Prolight Laser Harp Controller» — дополнительные приставки к обычному RGB (многоцветному) лазерному проектору. Эти проекторы используются для создания лазерного шоу на концертах, в клубах, на дискотеках. При помощи ILDA-контроллера, управляющего лазерными лучами, и датчика, реагирующего на прерывание этих лучей руками, эти проекторы могут быть превращены в лазерную арфу открытого типа. С подобной конструкцией в мае 2012 года британец Грейг Стюарт дошел до полуфинала конкурса «Britain’s Got Talent».